# جانيت هساي
جانيت هساي (بالإنجليزية: Janet Hsieh)‏ هي لاعبة تايكوندو وعازفة كمان ومقدمة تلفزيونية أمريكية، ولدت في 20 يناير 1980 في هيوستن في الولايات المتحدة.

## وصلات خارجية
- الموقع الرسمي
- جانيت هساي على موقع IMDb (الإنجليزية)
- جانيت هساي على موقع قاعدة بيانات الفيلم (الإنجليزية)